# Équipe de Belgique de football en 1953
Maillots
Chronologie
Saison précédente Saison suivante
L'équipe de Belgique de football dispute en 1953 les éliminatoires de la Coupe du monde et décroche sa quatrième participation, la première de l'après-guerre.

## Résumé de la saison
Le tirage au sort à Zurich n'avait pas été des plus cléments, versant la Belgique dans la même poule que la Finlande et la Suède. Si la Finlande ne risquait en principe pas de poser de réel problème, il en allait tout autrement de la Suède, championne olympique en 1948 et troisième de la Coupe du monde 1950 au Brésil. Les chances de qualification semblaient dès lors bien maigres, d'autant plus que les Belges n'avaient plus disputé un match à enjeu depuis leur huitième de finale de Coupe du monde en 1938. Les Diables Rouges allaient cependant une nouvelle fois justifier leur appellation.
L'année débute toutefois par une défaite (3-1) en déplacement face à l'Espagne dont le pressing haut et le tempo élevé avaient obligé Pol Anoul à s'attacher essentiellement à des tâches défensives.
La Belgique s'impose ensuite aux Pays-Bas (0-2). Les Pays-Bas produisaient une ligne d'attaque inédite et, bien que le repos fut atteint sur un score vierge, les Bataves doivent s'incliner sur deux buts inscrits en seconde période, le manque d'efficacité des néo-orangistes leur jouant un mauvais tour.
Le 14 mai, les Diables Rouges reçoivent la Yougoslavie et s'inclinent (1-3), Anoul sauvant l'honneur en fin de partie.
L'équipe belge s'embarque ensuite à destination de la Scandinavie fin mai alors que Bill Gormlie a déjà été remercié. Le stratège de Liverpool est à la barre de l'équipe nationale depuis 1947 sans avoir réellement démérité mais, sous l'impulsion de Jef Mermans, il est simultanément devenu entraîneur du RSC Anderlecht en 1950, un bon prétexte pour se débarrasser d'un entraîneur dont le penchant pour la dive bouteille exaspérait certains dirigeants fédéraux. Une réputation légèrement injustifiée car, s'il est vrai que Gormlie ne crachait pas sur un bon verre, il souffrait des séquelles d'un grave accident de jeu - gardien de but, il s'était violemment cogné la tête contre un de ses piquets - à la suite duquel il avait été trépané et qui lui donnait parfois l'impression d'être totalement ivre après n'avoir ingéré qu'un seul verre d'alcool. C'est donc encore toujours sous sa direction que les Diables Rouges remportent deux succès importants en Finlande (2-4) et en Suède (2-3), qui n'avait pas connu la moindre défaite à domicile depuis septembre 1951, et jettent les bases de la future qualification pour la phase finale en Suisse.

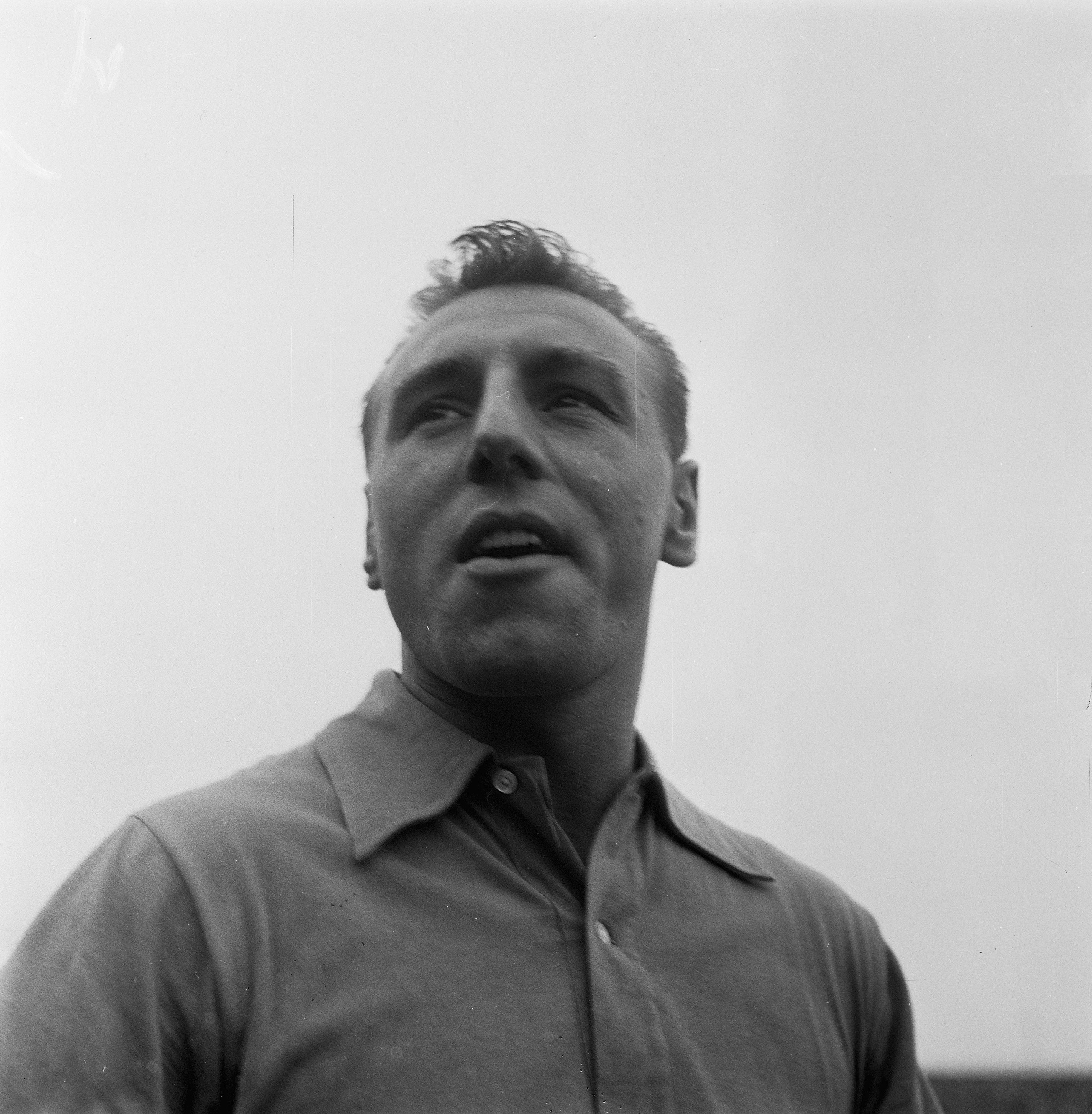
Rik Coppens lors du match exhibition d'une équipe FIFA face au FC Barcelone au Stade olympique d'Amsterdam, le 30 septembre 1953.

Pourtant, après vingt-six minutes de jeu à Stockholm, les journalistes se demandaient comment les Belges allaient bien pouvoir tenir la promesse d'adieux en beauté faite à leur entraîneur par Mermans avant la rencontre : « Today, Mister Gormlie, the Red Devils will play for you » (Aujourd'hui, Monsieur Gormlie, les Diables Rouges joueront pour vous). Ils étaient alors menés (2-0) et semblaient tout aussi bousculés que la mer, tumultueuse lors de leur traversée de la Baltique et qui avait donné le mal de mer à la plupart d'entre eux, avant d'arracher la victoire en inscrivant trois buts en dix minutes par Anoul, Straetmans et Lemberechts. Le lendemain, La Dernière Heure titrait : « Le miracle de Stockholm : la couverture Gormlie a étouffé le rouleau compresseur suédois ». Les Diables Rouges signaient là un nouvel exploit, la Suède possédait en effet l'une des meilleures formations d'Europe et allait le prouver dans ce même Råsunda Fotbollstadion quatre ans plus tard en y disputant la finale de la Coupe du monde 1958 face au Brésil.
À Helsinki, début août, la Suède doit se contenter d'un partage (3-3), un succès belge à domicile face à la Finlande en septembre était dès lors suffisant pour asseoir la qualification des Diables Rouges, entretemps pris en main par l'Écossais Doug Livingstone. À dix minutes du coup de sifflet final, la Belgique mène encore (2-0) grâce à deux buts de Mathieu Bollen mais la défense tricolore se met à battre de l'aile et offre aux Finnois l'opportunité de rétablir l'égalité (2-2). Il convient toutefois de remarquer que la Finlande avait renforcé la qualité de sa ligne offensive en faisant appel à des joueurs actifs professionnellement dans le Championnat de France, notamment Rytkönen et Lehtovirta,, une chose assez exceptionnelle à une époque où la Belgique et les Pays-Bas, par exemple, s'évertuaient encore à sélectionner des amateurs ou à la rigueur des semi-professionnels.
La dernière explication contre la Suède, qui ne devait plus être qu'une formalité en principe, prend donc des allures d'ultimatum avec l'obligation pour les Belges d'engranger au moins un point face à une sélection scandinave, elle aussi, renforcée d'éléments professionnels. Les Diables Rouges feront mieux, remportant la victoire (2-0), en ne laissant aucune opportunité aux Suédois grâce à une défense solide ainsi qu'à un Rik Coppens et un Pol Anoul très remuants et inspirés.
La défaite en Hollande (1-0), la première en dix-huit mois, et le nul en Suisse (2-2) qui clôturent la saison ne suffiront pas à ternir le ciel bleu, l'objectif principal ayant été acquis : une quatrième participation à la Coupe du monde.
Cette année-là, la Fédération anglaise de football (The FA) fêtait ses 90 années d'existence et, pour l'occasion, une rencontre de prestige entre l'équipe d'Angleterre et une sélection de la FIFA avait été planifiée le 21 octobre à Wembley (4-4). En préparation à cette rencontre, la sélection multinationale affronte le FC Barcelone au Stade olympique d'Amsterdam trois semaines auparavant, le 30 septembre. Illustrant l'excellente réputation dont il bénéficiait même au-delà de ses frontières, Rik Coppens, qui allait devenir le tout premier lauréat du Soulier d'Or (meilleur footballeur belge de l'année) l'année suivante, fût invité au sein de la sélection FIFA. 60 000 spectateurs assistent à une véritable fête du football et voient Coppens et ses coéquipiers défaire le Barça (5-2).

## Les matchs
| Match amical                                                  | Espagne                                | 3 - 1   | Belgique        | Camp de Les Corts Barcelone, Espagne                   |                                                        |
| 19 mars 1953 · 16:30 heure locale · Historique des rencontres | Venancio (en) 42e · Xisco (es) 67e 83e | (1 – 0) | Lemberechts 84e | Spectateurs : 50 000 Arbitrage : Joaquim Reis e Santos | Spectateurs : 50 000 Arbitrage : Joaquim Reis e Santos |
| 19 mars 1953 · 16:30 heure locale · Historique des rencontres | Rapport                                |         |                 | Spectateurs : 50 000 Arbitrage : Joaquim Reis e Santos | Spectateurs : 50 000 Arbitrage : Joaquim Reis e Santos |

| Match amical                                                   | Pays-Bas | 0 - 2   | Belgique                   | Stade olympique Amsterdam, Pays-Bas          |                                              |
| 19 avril 1953 · 14:30 heure locale · Historique des rencontres |          | (0 – 0) | Coppens 65e · Janssens 70e | Spectateurs : 60 000 Arbitrage : Sten Ahlner | Spectateurs : 60 000 Arbitrage : Sten Ahlner |
| 19 avril 1953 · 14:30 heure locale · Historique des rencontres | Rapport  |         |                            | Spectateurs : 60 000 Arbitrage : Sten Ahlner | Spectateurs : 60 000 Arbitrage : Sten Ahlner |

| Match amical                                                 | Belgique  | 1 - 3   | Yougoslavie                | Stade du Heysel Laeken, Belgique                |                                                 |
| 14 mai 1953 · 16:00 heure locale · Historique des rencontres | Anoul 88e | (0 – 3) | Vukas 10e 43e · Rajkov 21e | Spectateurs : 39 435 Arbitrage : Emil Schmetzer | Spectateurs : 39 435 Arbitrage : Emil Schmetzer |
| 14 mai 1953 · 16:00 heure locale · Historique des rencontres | Rapport   |         |                            | Spectateurs : 39 435 Arbitrage : Emil Schmetzer | Spectateurs : 39 435 Arbitrage : Emil Schmetzer |

| Coupe du monde 1954 Qualifications - Groupe 2                | Finlande           | 2 - 4   | Belgique                       | Stade olympique Helsinki, Finlande         |                                            |
| 25 mai 1953 · 19:00 heure locale · Historique des rencontres | Lehtovirta 51e 75e | (0 – 3) | Coppens 8e 25e 80e · Anoul 10e | Spectateurs : 22 051 Arbitrage : Leo Helge | Spectateurs : 22 051 Arbitrage : Leo Helge |
| 25 mai 1953 · 19:00 heure locale · Historique des rencontres | Rapport            |         |                                | Spectateurs : 22 051 Arbitrage : Leo Helge | Spectateurs : 22 051 Arbitrage : Leo Helge |

Note : Première rencontre officielle entre les deux nations.
| Coupe du monde 1954 Qualifications - Groupe 2                | Suède                         | 2 - 3   | Belgique                                     | Stade Råsunda Stockholm, Suède              |                                             |
| 28 mai 1953 · 19:00 heure locale · Historique des rencontres | Bengtsson 20e · Selmosson 25e | (2 - 3) | Anoul 29e · Straetmans 37e · Lemberechts 39e | Spectateurs : 31 491 Arbitrage : Jack Mowat | Spectateurs : 31 491 Arbitrage : Jack Mowat |
| 28 mai 1953 · 19:00 heure locale · Historique des rencontres | Rapport                       |         |                                              | Spectateurs : 31 491 Arbitrage : Jack Mowat | Spectateurs : 31 491 Arbitrage : Jack Mowat |

| Coupe du monde 1954 Qualifications - Groupe 2                      | Belgique       | 2 - 2   | Finlande                   | Stade du Heysel Laeken, Belgique                      |                                                       |
| 23 septembre 1953 · 17:00 heure locale · Historique des rencontres | Bollen 23e 80e | (1 – 0) | Lahtinen 83e · Vaihela 90e | Spectateurs : 13 804 Arbitrage : René Baumberger (hu) | Spectateurs : 13 804 Arbitrage : René Baumberger (hu) |
| 23 septembre 1953 · 17:00 heure locale · Historique des rencontres | Rapport        |         |                            | Spectateurs : 13 804 Arbitrage : René Baumberger (hu) | Spectateurs : 13 804 Arbitrage : René Baumberger (hu) |

| Coupe du monde 1954 Qualifications - Groupe 2                   | Belgique               | 2 - 0   | Suède | Stade du Heysel Laeken, Belgique                     |                                                      |
| 8 octobre 1953 · 16:00 heure locale · Historique des rencontres | Coppens 33e · Mees 48e | (1 - 0) |       | Spectateurs : 31 563 Arbitrage : Klaas Schipper (nl) | Spectateurs : 31 563 Arbitrage : Klaas Schipper (nl) |
| 8 octobre 1953 · 16:00 heure locale · Historique des rencontres | Rapport                |         |       | Spectateurs : 31 563 Arbitrage : Klaas Schipper (nl) | Spectateurs : 31 563 Arbitrage : Klaas Schipper (nl) |

| Match amical                                                     | Pays-Bas            | 1 - 0   | Belgique | Stade de Feyenoord Rotterdam, Pays-Bas        |                                               |
| 25 octobre 1953 · 14:30 heure locale · Historique des rencontres | van Beurden (nl) 8e | (1 – 0) |          | Spectateurs : 63 000 Arbitrage : William Ling | Spectateurs : 63 000 Arbitrage : William Ling |
| 25 octobre 1953 · 14:30 heure locale · Historique des rencontres | Rapport             |         |          | Spectateurs : 63 000 Arbitrage : William Ling | Spectateurs : 63 000 Arbitrage : William Ling |

| Match amical                                                      | Suisse                   | 2 - 2   | Belgique                           | Stade du Hardturm Zurich, Suisse                |                                                 |
| 22 novembre 1953 · 14:30 heure locale · Historique des rencontres | Fatton 57e · Antenen 88e | (0 – 2) | Mermans 1re · H. Van den Bosch 18e | Spectateurs : 26 000 Arbitrage : Emil Schmetzer | Spectateurs : 26 000 Arbitrage : Emil Schmetzer |
| 22 novembre 1953 · 14:30 heure locale · Historique des rencontres | Rapport                  |         |                                    | Spectateurs : 26 000 Arbitrage : Emil Schmetzer | Spectateurs : 26 000 Arbitrage : Emil Schmetzer |

## Les joueurs
| Joueurs                 | Joueurs                   | Amical | Amical | Amical | QCM 1954 | QCM 1954 | QCM 1954 | QCM 1954 | Amical | Amical |
| ----------------------- | ------------------------- | ------ | ------ | ------ | -------- | -------- | -------- | -------- | ------ | ------ |
| Gardiens de but         |                           |        |        |        |          |          |          |          |        |        |
| Armand Seghers          | ARA La Gantoise           | 90     | 90     | 90     | 90       | r        |          |          |        |        |
| François Daenen         | Royal Tilleur FC          | r      | r      | r      | r        | 90       | 90       | r        |        |        |
| Léopold Gernaey         | AS Ostende KM             |        |        |        |          |          | r        | 90       | 90     | 90     |
| Robert Paelinck         | K Lyra                    |        |        |        |          |          |          |          | r      |        |
| Henri Meert             | RSC Anderlechtois         |        |        |        |          |          |          |          |        | r      |
| Défenseurs              |                           |        |        |        |          |          |          |          |        |        |
| Henri Diricx            | Union Saint-Gilloise      | 90     | r      | r      | 90       | r        | r        | 90       | 90     | 90     |
| Alphons Van Brandt      | K Lierse SK               | 90     | 90     | 90     | 90       | 90       | 90       | 90       | 90     | 20e    |
| Willy Saeren            | RFC Liégeois              | r      |        |        |          |          |          |          |        |        |
| Marcel Dries            | K Berchem Sport           |        | 90     | 90     | r        | 90       | 90       | r        | r      | 20e    |
| Fernand Blaise          | Standard de Liège         |        | r      | r      | 90,      | r        |          |          |        |        |
| Milieux                 |                           |        |        |        |          |          |          |          |        |        |
| Louis Carré             | RFC Liégeois              | 90     | 90     | 90     | 90       | 90       | 90       | 90       | 90     | 90     |
| Jan Van Der Auwera      | Racing Club de Malines    | 90     |        |        |          |          |          |          |        | 90     |
| Victor Mees             | Royal Antwerp FC          | 90     | 90     | 90     | r        | 90       | 90       | 90       | 90     | 90     |
| Robert Van Kerkhoven    | Daring Club de Bruxelles  | r      | r      | r      | r        | r        | r        | r        | r      | r      |
| Joseph Givard           | Standard de Liège         | r      |        |        |          |          |          | 90       |        |        |
| Constant Huysmans       | R Beerschot AC            |        | 90     | 90     |          |          |          |          |        |        |
| Robert Maertens         | Royal Antwerp FC          |        |        |        | 90       | 90       | 90       | 90       | 90     |        |
| Attaquants              |                           |        |        |        |          |          |          |          |        |        |
| Victor Lemberechts      | RFC Malinois              | 90     | 90     | 90     | 90       | 90       |          |          | 90     |        |
| Léopold Anoul           | RFC Liégeois              | 90     | 90     | 90     | 90       | 90       | 90       | 90       | 90     | 90     |
| Rik Coppens             | R Beerschot AC            | 90     | 90     | 90     | 90       | 90       | 90       | 90       | 90     | 90     |
| Jean-Louis Straetmans   | R White Star AC           | 90     |        | r      | r        | 90       |          |          |        |        |
| Augustin Janssens       | Union Saint-Gilloise      | 90     | 90     | 90     | 90       | 90       | 90       |          |        | 90     |
| Jef Mermans             | RSC Anderlechtois         | r      | 90     | 90     | 90       | r        | r        | r        | r      | 90     |
| Guy Thys                | Standard de Liège         |        | r      |        |          |          |          |          | 90     |        |
| Raymond Van Gestel      | K Lyra                    |        |        |        |          |          | 90       | 90       |        |        |
| Mathieu Bollen          | K Waterschei SV THOR Genk |        |        |        |          |          | 90 ,     | 90       |        |        |
| Jozef Piedfort          | K Lyra                    |        |        |        |          |          |          |          | 90,    |        |
| Hippolyte Van den Bosch | RSC Anderlechtois         |        |        |        |          |          |          |          |        | 90 ,   |
| Albert Corbeel          | RFC Malinois              |        |        |        |          |          |          |          |        | r      |

Un « r » indique un joueur qui était parmi les remplaçants mais qui n'est pas monté au jeu.
1. 1 2 3 4 5  Dernière sélection officielle pour le joueur.
2. 1 2 3 4 5 6 7  Première sélection officielle pour le joueur.
3. 1 2 3 4  Premier but officiel pour le joueur.

## Sources